# Księga Rodzaju

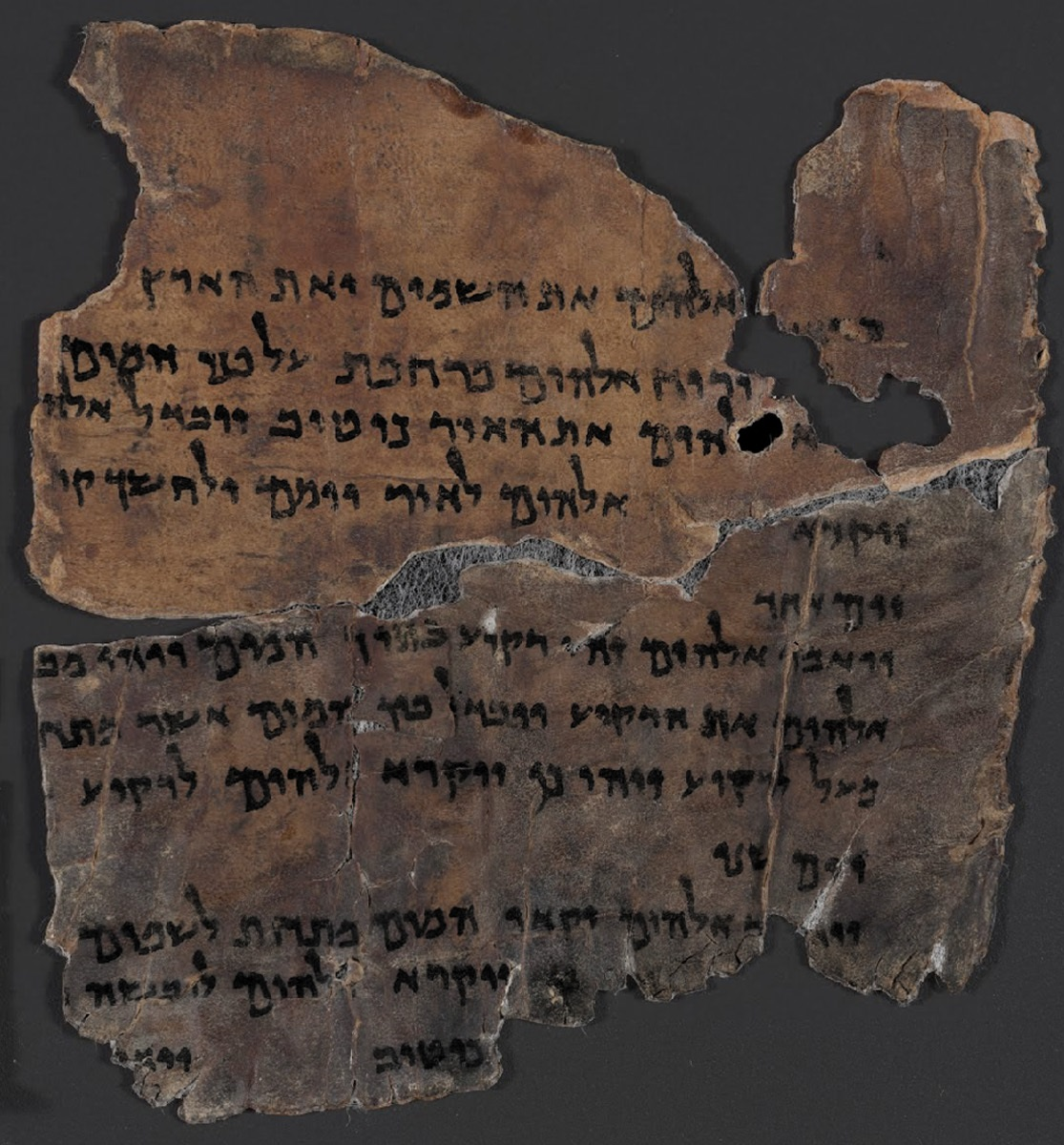
Fragment zwoju zawierającego tekst Księgi Rodzaju

Księga Rodzaju [Rdz], Pierwsza Księga Mojżeszowa [1 Mojż] (hebr. בראשית Bereszit (od pierwszych słów Na początku), gr.  Γένεσις Genesis) – pierwsza księga Biblii, należąca do Starego Testamentu, zaliczana do Pięcioksięgu (Tory).

## Autorstwo i czas powstania
Spisanie Księgi Rodzaju tradycje żydowska i chrześcijańska przypisywały Mojżeszowi. Według teorii źródeł sformułowanej przez K.H. Grafa i J. Wellhausena, proponowanej przez wielu współczesnych biblistów, księga ta została zredagowana z kilku źródeł, stąd niektóre wydarzenia są opisane na kilka różnych sposobów (także sprzecznie, np. według 6,19 Noe miał zabrać na arkę po parze zwierząt każdego rodzaju, zaś 7,2 mówi o siedmiu parach zwierząt czystych i 1 parze nieczystych).
Zgodnie z inną hipotezą, przedstawioną przez Wisemana, zwaną teorią tabliczek, twórcą Księgi Rodzaju był prawdopodobnie jednak Mojżesz, który zestawił w niej zapisy z tabliczek glinianych pozostawionych przez bohaterów księgi. Podstawą do tego sformułowania był dowód w postaci analogicznych tabliczek znajdowanych masowo na terenie Mezopotamii. Hipoteza ta jest jednak odrzucana przez biblistów.
Według tradycyjnej teorii przyjmującej autorstwo Mojżesza księga została napisana w XIII-XII wieku p.n.e. Według teorii źródeł Księga Rodzaju kształtowała się między IX (tradycja jahwistyczna) i V wiekiem (tradycja kapłańska). Niemniej w wielu miejscach (np. opis wyprawy czterech królów w Rdz 14) wykorzystano znacznie starsze źródła ustne lub pisane.

## Gatunek literacki
Księga Rodzaju jest księgą historyczną, to znaczy opisuje wydarzenia w sposób chronologiczny, ze związkami przyczynowo-skutkowymi. Na kanwie historii pierwotnej i historii patriarchów osadzone są opowiadania o charakterze ludowym, etiologicznym lub pouczającym. Według większości współczesnych biblistów nie relacjonują one dokładnie faktów, a jedynie zawierają echa pewnych faktów historycznych i doświadczeń dziejowych narodu żydowskiego. Niektóre opowiadania (np. historia potopu, wieża Babel) mają tworzywo wspólne z kulturalnym dorobkiem starożytnego Wschodu, zostały jednak opracowane teologicznie.
Bibliści zauważają, że mimo ubóstwa języka hebrajskiego pod względem gramatyczno-leksykalnym, niektóre partie księgi są napisane bardzo pięknym stylem literackim.
Grecka nazwa księgi (genesis) wiąże się ze słowem „geneza", czyli „początek", staropolski rodzaj (czyli ród).

## Treść Księgi Rodzaju
Księga składa się z 50 rozdziałów i dzieli na dwie części.
Pierwsza część (rozdziały 1-11) opisuje historię pierwotną, odpowiada m.in. na pytania o początek ludzkości i źródło grzechu. Jest kompilacją dwóch źródeł: jahwistycznego (od Rdz 2,4b) i kapłańskiego (Rdz 1,1-2,4a), które wykorzystują częściowo materiały mitologiczne, jak babiloński enuma elisz (koniec II tysiąclecia p.n.e.) czy epos o Gilgameszu (2 poł. III tysiąclecia p.n.e. – tabliczka XI eposu mówi o wężu, który pokrzyżował plany człowieka).
1. Świat stworzony przez Boga (zob. stworzenie świata według Biblii oraz pierwszych ludzi, Adama i Ewy);
2. Pierwotny stan szczęścia w ogrodzie Edenu, zapowiedź odkupienia (tzw. Protoewangelia);
3. Upadek pierwszych ludzi (grzech pierworodny);
4. Zabójstwo Abla przez Kaina (Kain i Abel); Potomkowie Kaina; Set i jego potomstwo;
5. Wybrani przez Boga potomkowie Adama (Setyci);
6. Zepsucie moralne ludzkości; Boże postanowienie zagłady; zapowiedź potopu; budowa Arki;
7. Potop;
8. Przymierze Boga z Noem;
9. Noe przeklina Kanaana, a błogosławi Sema;
10. Dzieje potomków Noego; pochodzenie ludzkości popotopowej;
11. Wieża Babel; potomkowie Sema; rodzina Abrama;

Druga część (rozdziały 12-50) poświęcona jest historii patriarchów: od Abrahama do Józefa, oraz ponawianego przymierza z Bogiem Jahwe. Do źródeł J i P dołączona jest tradycja elohistyczna (E).
- Historia Abrahama i Izaaka:
  - Powołanie Abrama przez Boga;
  - Abram w Egipcie;
  - Błogosławieństwo króla Melchizedeka;
  - Obietnica licznego potomstwa;
  - Narodziny Izmaela, pierworodnego syna Abrama;
  - Przymierze z Bogiem, obrzezanie, zmiana imienia na Abraham;
  - Zniszczenie Sodomy i Gomory;
  - Narodziny Izaaka i oddalenie Izmaela;
  - Ofiarowanie Izaaka Bogu w kraju Moria;
  - Śmierć i pogrzeb Sary, żony Abrahama;
  - Małżeństwo Izaaka z Rebeką;
- Historia Jakuba:
  - Narodziny Ezawa i Jakuba;
  - Jakub oszustwem zdobywa pierworództwo i błogosławieństwo ojca;
  - Jakub w Charanie, praca dla stryja Labana i małżeństwo z jego córkami – Rachelą i Leą;
  - Walka Jakuba z aniołem;
  - Pojednanie Jakuba z Ezawem;
  - Dwunastu synów Jakuba;
- Historia Józefa:
  - Bracia sprzedają Józefa kupcom izmaelickim;
  - Józef niewolnikiem Potifara;
  - Józef w więzieniu;
  - Objaśnienie snu faraona i powierzenie urzędu zarządcy Egiptu;
  - Pierwsza wizyta braci w Egipcie;
  - Józef ucztuje z braćmi i poddaje ich próbie;
  - Pojednanie i osiedlenie się domu Jakuba w Egipcie;
  - Charakterystyka rządów Józefa w Egipcie;
  - Błogosławieństwo Jakuba dla swoich synów, śmierć Jakuba i Józefa.

Kontynuacją Księgi Rodzaju jest Księga Wyjścia.

## Wydania samodzielne
- Chamisze Chumsze Tora – Chumasz Pardes Lauder. Księga Pierwsza Bereszit, ISBN 83-916966-1-8, Kraków 2001. – przekład rabiniczny z hebrajskiego z komentarzami.
- Hebrajsko-polski Stary Testament. Księga Rodzaju: wydanie interlinearne z kodami gramatycznymi, transkrypcją oraz indeksem rdzeni, tłum. i oprac. A. Kuśmirek. Warszawa 2000. Kolejne wydania wchodziły w skład Hebrajsko-polskiego Pięcioksięgu.